# 묠니르

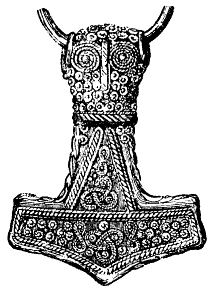
바이킹 시대의 묠니르 펜던트. 크기는 약 4.6 센티미터이고 은에 금도금을 했다. 스웨덴 욀란드섬에서 발견되었다.

묠니르(고대 노르드어: Mjǫllnir [ˈmjɒlnɪər]→박살내는 것)는 노르드 신화의 천둥신 토르의 망치이다. 묠니르는 산을 평지로 만들 수 있는, 노르드 신화에서 가장 무시무시한 무기 중 하나이다. 스노리 스투를루손에 따르면 신드리와 브록크라는 드베르그 형제가 이 망치를 만들었다고 한다.

## 어원
노르드어 낱말 Mjǫllnir 묠니르['mjɔlːnir]는 13세기가 되면 고대 아이슬란드어 문헌에서 Mjøllnir 묄니르['mjœlːnir]로 변한다.
현대 아이슬란드어 형태는 Mjölnir이며, 노르웨이와 덴마크에서는 Mjølner, 스웨덴에서는 Mjölner 라고 한다.
"묠니르"의 어원은 게르만 조어 *meldunjaz이며, 그 어근은 "갈아 빻다"라는 뜻의 *malanan이다. *melwan 은 "밀가루"라는 뜻이며, 고대 아이슬란드어로는 meldr, mjǫll, mjǫl 이라고 한다.
노르드어 mala 말라, 고트어·고대 고지독일어·고대 색슨어 malan는 리투아니아어 malŭ, malti, 라트비아어 maíu, 고대 교회 슬라브어 meljǫ, mlěti, 고대 아일랜드어 melim, 그리스어 μύλλω, 라틴어 molō와 비교할 수 있으며, 이것들은 모두 "갈아 빻다"라는 뜻이다. 산스크리트어 मृणाति 므르나티mr̥ṇā́ti는 "박살내다, 으깨다, 쳐죽이다"라는 뜻이다. 즉 "묠니르"는 "갈아 빻는 것, 박살내는 것"이라고 해석할 수 있다.

## 출전

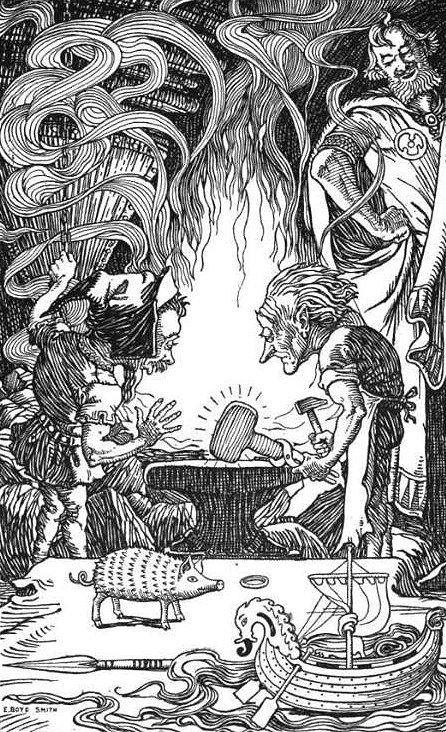
엘머 보이드 스미스의 1902년 그림. 두 드베르그가 묠니르를 만들고 있다. 전경에는 굴린부르스티와 스키드블라드니르, 궁니르가 보인다. 배경에서 웃고 있는 자는 로키.

### 고 에다
토르는 두 마리 염소 탕그리스니르와 탕그뇨스트가 모는 전차, 혁대 메깅요르드, 무쇠 장갑 야릉그레이프를 가지고 있는데, 묠니르를 들어올리기 위해서는 야릉그레이프를 껴야 한다. 묠니르는 토르의 모험담들 중 몇몇 경우의 중심 소재가 된다.
이러한 사실은 《고 에다》 중 〈스륌의 서사시〉에 명확하게 언급된다. 거인 스륌이 묠니르를 훔쳐가서는 돌려받고 싶거들랑 여신 프레이야를 자기 신부로 내놓으라고 요구한다. 묠니르를 되찾아 오기 위해 로키는 다른 에시르와 공모하여 토르를 프레이야로 변장시키고 스륌에게 데려간다. 결혼식 피로연 자리에서 스륌은 부부의 결합을 상징하기 위해 "신부"의 무릎에 묠니르를 올려놓는다. 그러자 토르는 변장을 찢어발기고 묠니르를 집어들어 스륌을 비롯해 결혼식에 모인 거인들을 모조리 쳐죽여 버렸다.

### 신 에다
묠니르의 기원에 대한 이야기는 《신 에다》 중 〈시어법〉에 나온다.
드베르그 이발디의 아들들이 오딘의 창 궁니르, 프레이의 배 스키드블라드니르를 만들었는데, 로키가 다른 드베르그 신드리(또는 에이트리)와 브록크 형제를 만나 그들은 이발디의 아들들의 발명품보다 더 멋진 물건을 만들어내지 못할 것이라고 장담하며 자기 머리를 건다.
신드리와 브록크는 로키의 내기를 받아들여 작업을 개시한다. 신드리는 돼지 가죽을 로(爐)에 집어넣고 동생에게 자기가 그만하라고 할 때까지 계속 풀무질을 하라고 지시한다. 파리로 둔갑한 로키가 브록크의 팔을 물어뜯으면서 방해하지만 브록크는 계속 풀무질을 했다.
그리하여 신드리는 빛나는 털을 가진 멧돼지 굴린부르스티를 뽑다냈다. 그 뒤 신드리는 로 속에 황금을 집어넣고 브록크에게 다시 같은 지시를 내린다. 파리로 둔갑한 로키가 다시 이번에는 브록크의 목을 물어뜯으며 방해한다. 이번에도 브록크는 방해를 뿌리치고 계속 풀무질을 했고, 돌아온 신드리는 9일마다 여덟 배로 불어나는 오딘의 반지 드라우프니르를 뽑아낸다.
마지막으로 신드리는 무쇠를 로 속에 집어넣고 브록크에게 풀무질을 절대 멈추지 말라고 지시한다. 세 번째로 찾아론 로키는 이번에는 브록크의 눈꺼풀을 물어뜯는다. 너무 세게 물어뜯은 나머지 피가 새어나왔고, 눈에 피가 들어간 브록크는 눈을 닦느라고 풀무질을 잠깐 멈추고 말았다. 잠시 뒤 돌아온 신드리는 로 속에서 묠니르를 꺼냈다. 그러나 브록크가 풀무질을 멈춘 바람에 묠니르의 손잡이가 너무 짧아져서 한 손으로밖에 들 수 없게 되었다.
망치 손잡이에 하자가 있음에도 불구하고 신드리 형제는 내기에서 이기고 로키의 머리를 가질 수 있게 되었다. 그러나 로키는 그들이 가진 것은 자신의 머리 뿐이지 목은 가지지 못했으므로 머리를 목에서 베어낼 수 없다고 우겼다. 그러자 브록크는 로키의 입을 꿰메어 그 입을 닥치게 만들었다.

## 유물

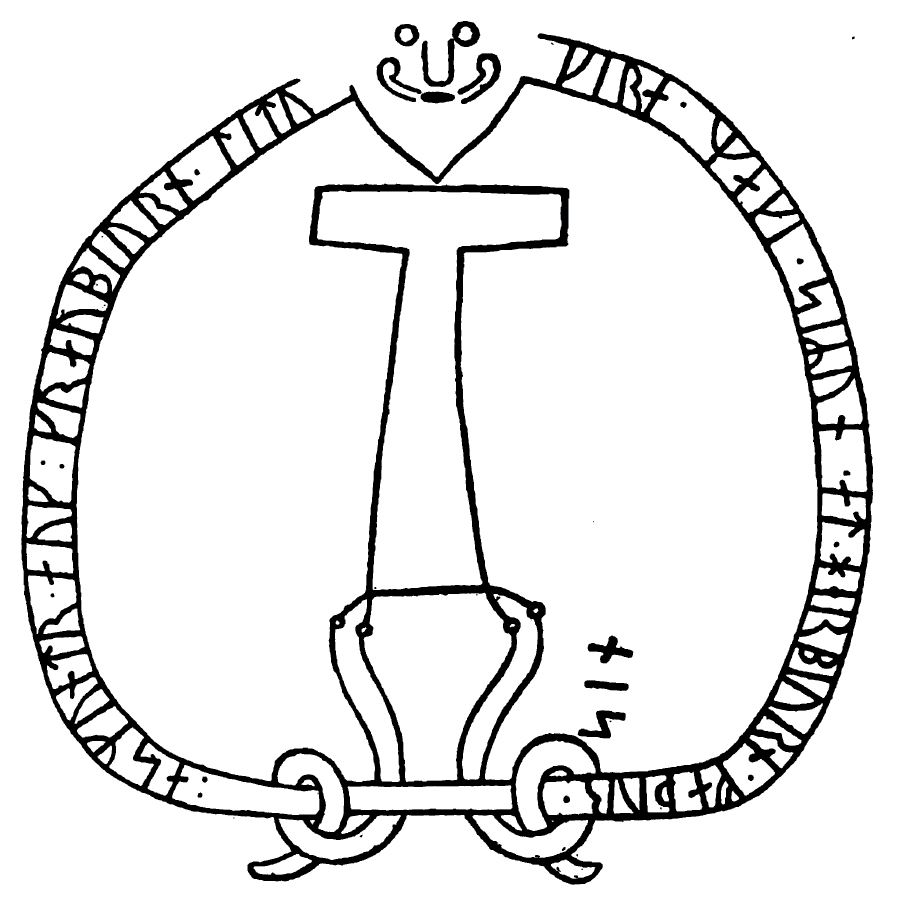
스웨덴 우플란드의 Sö 86 룬돌에 나타난 망치 그림.

### 게르만족 대이동 시대
바이킹 시대 이전에 나타나는 묠니르의 흔적은 민족 대이동 시대 알레만니에 관한 기록에서 나타난다. 로마인들은 알레만니의 도나르 신의 상징을 헤라클레스의 곤봉과 동일시했다.

### 바이킹 시대의 부적

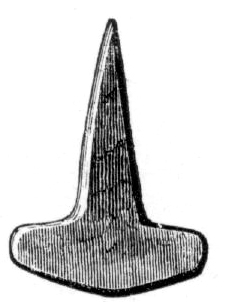
노르웨이 호르달란에서 발견된 망치 모양 은제 부적.

스칸디나비아 전역에서 9세기에서 11세기 사이에 만드렁진 묠니르 부적 50여 개가 발견되었다. 이들이 가장 흔하게 발견된 곳은 기독교의 영향이 강하게 미친 노르웨이 남부, 스웨덴 동남부, 덴마크 등지이다. 묠니르는 기독교의 십자가와 유사하게 생겼기 때문에, 당대 스칸디나비아를 잠식해 오던 기독교에 대한 반항적 행위로 묠니르 부적을 목에 매고 다니는 행위가 유행하게 된 것으로 보인다.
영국 요크셔에서 발굴된 기원후 1000년경의 묠니르 펜던트는 언셜 자체와 십자가가 새겨져 있는데, 이는 이 펜던트의 기독교도 주인이 게르만 이교와 기독교의 상징물을 융합시켜 사용했음을 보여준다.
덴마크 유틀란드에서 발견된 10세기의 동석 거푸집은 십자가를 만들 수도 있고 묠니르를 만들 수도 있다. 이 거푸집을 사용한 대장장이는 기독교도 고객과 이교도 고객을 모두 상대하면서 이문을 올린 것으로 보인다. 아이슬란드 포시에서 발견되어 현재 아이슬란드 국립박물관에 소장 중인 은으로 된 유물은 십자가처럼 보이기도 하고 묠니르처럼 보이기도 한다. 특이하게도 이 유물의 가늘고 긴 십자팔 끝은 짐승(아마 늑대로 추측됨)의 머리 모양으로 마감되어 있다.
2014년 덴마크의 롤란드 섬에서 발견된 유물에는 Hmar x is 라는 글자가 새겨져 있다. 이는 “이것은 망치다”라는 뜻으로, 이러한 종류의 펜던트가 망치를 표현한 것임을 정확히 알 수 있게 하는 정보가 담긴 최초의 유물이다. 다만 "망치"의 정확한 철자는 hmar 가 아니라 hamar이다. 이는 유물의 제작자가 글을 제대로 깨우친 사람이 아니었음을 알 수 있게 한다.

### 바이킹 시대의 명문
덴마크와 스웨덴 남부에서 발견된 몇 점의 암각화들과 룬돌들 중에는 망치가 새겨진 것들이 있다. 그 예시로는 U 1161, Sö 86, Sö 111, Sö 140, Vg 113, Öl 1, DR 26, DR 48, DR 120, DR 331 등이 있다. 망치가 새겨져 있지 않아도 토르가 이 돌을 수호해 주실 것을 기원하는 내용이 새겨진 룬돌들도 있다. 덴마크 비링에서 발견된 돌에는 þur uiki þisi kuml 투르 여이키 티시 쿠믈이라는 명문이 새겨져 있는데, 이는 토르에게 이 기념물을 바친다는 뜻이다. 유사한 내용의 명문이 새겨진 돌이 여러 개 있는데, 모두 토르에게 돌을 바친다거나 토르가 어떤 특정한 물건을 수호해 주시기를 기원하는 내용이 새겨져 있다. 이러한 명문들은 하나님이 망자를 보호해 주실 것을 기원하는 기독교도들에 대한 대응의 차원에서 제작된 것들로 보인다.

## 같이 보기
- 우콘바사라